# Michele Dalai
Michele Dalai (Milano, 15 maggio 1973) è uno scrittore, autore televisivo, conduttore radiofonico, conduttore televisivo e dirigente sportivo italiano.

## Biografia
Figlio dell'editore Alessandro, è conosciuto principalmente per l'attività nel campo letterario. Nel 2010 ha fondato insieme ad Andrea Agnelli e Boosta la ADD Editore, da cui è successivamente uscito nel 2013 per rifondare e dirigere Baldini&Castoldi, poi ceduta nel 2017 a La nave di Teseo.
Come scrittore ha pubblicato i romanzi Le più strepitose cadute della mia vita (2011), La lentezza della luce (2017) e il pamphlet Contro il Tiqui Taca (2013) per Mondadori, e il romanzo Onora il babbuino (2015) per Feltrinelli; ha inoltre curato insieme a Pavel Nedvěd l'autobiografia La mia vita normale (2010) per ADD Editore.
Per la carta stampata ha curato rubriche fisse su la Repubblica e SportWeek, e scritto per testate quali La Stampa, l'Unità, l'edizione italiana di GQ, Undici e Buckets. Attivo anche in campo televisivo, nel corso degli anni 2010 è stato autore di programmi come Il grande cocomero su Rai 2, opinionista nei talk sportivi Tiki Taka - Il calcio è il nostro gioco su Italia 1 e Il processo del lunedì su Rai 3, e conduttore di documentari sportivi come Football Hooligans su DMAX, Due di Uno su Fox Sports e Il vecchio e il Tour su Rai 2. È inoltre conduttore radiofonico: in particolare, dal 2015 al 2018 ha condotto il programma Ettore di Rai Radio 2.
Fuori dal suo ambito professionale, nel 2009 è stato candidato alle elezioni europee per Sinistra Ecologia Libertà, mentre nel 2018 ha fondato con Roberto Burioni, Andrea Amato e Alessandro Scarinci il blog di informazione medico-scientifica Medical Facts. Dal 2021 è inoltre presidente delle Zebre, franchigia italiana di rugby a 15.

## Opere
- Pavel Nedvěd, La mia vita normale - Di corsa tra rivoluzione, Europa e Pallone d'oro, scritto in collaborazione con Michele Dalai, Torino, ADD Editore, 2010, ISBN 978-88-96873-09-0.
- Le più strepitose cadute della mia vita, Milano, Mondadori, 2011, ISBN 978-88-04-62036-5.
- Contro il Tiqui Taca - Come ho imparato a detestare il Barcellona, Milano, Mondadori, 2013, ISBN 978-88-04-62858-3.
- Onora il babbuino, Milano, Feltrinelli, 2015, ISBN 978-88-07-03146-5.
- La lentezza della luce, Milano, Mondadori, 2017, ISBN 978-88-04-67488-7.
- L'alfabeto della paura - 21 storie di lettere coraggiose, illustrazioni di Francesca Carabelli, Milano, Feltrinelli Kids, 2021, ISBN 978-88-07-92341-8.

## Programmi TV
- Football Hooligans (2012)
- Due di Uno (2018)
- Il vecchio e il Tour (2018)
- Un caffè con Ettore (2019)
- L'Italia non finisce mai (2020)
- Binario 2 (2024)

## Radio
- Ettore (2015-2018)